# Lutte aux Jeux africains de 2003
Navigation
Édition précédente Édition suivante
Les épreuves de lutte aux Jeux africains de 2003 se déroulent en 2003 à Abuja.

## Résumé des médailles

### Lutte libre hommes
| Épreuves | Or                | Argent                        | Bronze              |
| -------- | ----------------- | ----------------------------- | ------------------- |
| - 55 kg  | Jacob Isaac       | Shaun Williams                | Abderradhi Mohamed  |
| - 60 kg  | Tebe Dorgu        | Ali Mohamed Hassan Abu Taleb  | Jacques Schoeman    |
| - 66 kg  | Fred Jessey       | Farid Hannoune                | Walid Hassab-Ennabi |
| - 74 kg  | Andrew Adibo Dick | Matar Sène                    | Corne Erasmus       |
| - 85 kg  | Sunday Obiah      | Mohamed Ali Bouzaiane         | Arnoldus Lottering  |
| - 97 kg  | Salah Amara       | Sinivie Boltic                | Nico Jacobs         |
| - 130 kg | Duane Van Staden  | Hisham Abdelwahab Abdelmoumen | Wilson Seiwari      |

### Lutte féminine
| Épreuves | Or               | Argent                  | Bronze                      |
| -------- | ---------------- | ----------------------- | --------------------------- |
| - 46 kg  | Sammy Oziti      | Nour Elhouda Bejaoui    | Rebecca Muambo              |
| - 51 kg  | Fadhila Louati   | Eveline Diatta          | Edith Effiong               |
| - 55 kg  | Faiza Bejaoui    | Hannah Sanny            | Rasha Mohamed               |
| - 59 kg  | Tangi Oyins      | Doaa Ahmed Maher        | Josiane Soloniaina          |
| - 63 kg  | Happiness Burutu | Soumaya Ben Sassi       | Abeer Abdelwahab            |
| - 67 kg  | Helen Opara      | Yousria Magdy Elberhamy | Stéphanie N'Guessan Kouassi |
| - 72 kg  | Saida Riabi      | Josephine Moses         | Marie Nicole Diedhiou       |

### Lutte gréco-romaine hommes
| Épreuves | Or                           | Argent             | Bronze               |
| -------- | ---------------------------- | ------------------ | -------------------- |
| - 55 kg. | Mohamed Moustafa Abu Elela   | Ayomo Simiaga      | Mohamed Zoghbi       |
| - 60 kg  | Ali Mohamed Hassan Abu Taleb | Azim Franklin      | Mehdi Jelassi        |
| - 66 kg  | Ashraf Meligy El Garably     | Mohamed Bergaoui   | Sunday Ebikibena     |
| - 74 kg  | Ahmed Fartas                 | Corne Erasmus      | Ahmed Saïd Mohammadi |
| - 85 kg  | Amor Bach Hamba              | Arnoldus Lottering | Ahmed Shaker         |
| - 97 kg  | Karam Mohamed Gaber Ibrahim  | Walid Bougahnmi    | Reda Ben Mohamed     |
| - 130 kg | Yasser Abdelrahman           | Simon Datok        | Craig Cramer         |

## Tableau des médailles
| Rang | Nation         | Or | Argent | Bronze | Total |
| ---- | -------------- | -- | ------ | ------ | ----- |
| 1    | Nigeria        | 9  | 6      | 3      | 18    |
| 2    | Égypte         | 6  | 4      | 6      | 16    |
| 3    | Tunisie        | 4  | 5      | 1      | 10    |
| 4    | Afrique du Sud | 1  | 3      | 4      | 8     |
| 5    | Algérie        | 1  | 1      | 2      | 4     |
| 6    | Sénégal        | 0  | 2      | 1      | 3     |
| 7    | Côte d'Ivoire  | 0  | 0      | 1      | 1     |
| 7    | Cameroun       | 0  | 0      | 1      | 1     |
| 7    | Madagascar     | 0  | 0      | 1      | 1     |
| 7    | Namibie        | 0  | 0      | 1      | 1     |
|      | Total          | 21 | 21     | 21     | 63    |

## Source
- (ar) “ Résultats de l’Egypte aux Jeux africains de 2003”, Al-Ahram-Sports, N° 723, 28 octobre 2003, pp 56-62